# Liste der Gemälde von Georges Seurat
Die Liste der Gemälde von Georges Seurat enthält das gesamte in Ölmalerei ausgeführte Werk des französischen Malers Georges Seurat. Nicht in dieser Liste enthalten sind die ebenfalls zum Gesamtwerk gehörenden Zeichnungen des Künstlers, einschließlich der mit Contéstiften ausgeführten Arbeiten.
Das malerische Gesamtwerk des bereits mit 31 Jahren verstorbenen Georges Seurat umfasst relativ wenige Werke. Hierzu sind eine Reihe von Verzeichnissen erschienen. Die nachfolgende Liste basiert auf dem von Pierre Courtion verfassten Werkverzeichnis und seine Katalognummern finden sich in der Spalte PC 1980. Nur dieses Verzeichnis ist auch in deutscher Sprache erschienen und die verwandten deutschen Titel entstammen überwiegend aus diesem Werk. Hiervon abweichend kann es in der Literatur andere Varianten geben. Teilweise kam es zu unterschiedlichen Übersetzungen der französischen Titel, teilweise haben deutschsprachige Kunsthistoriker eigenständig neue Bezeichnungen vergeben. Nur die wenigsten Gemälde sind datiert. Daher gibt es meist nur ungenaue Jahresangaben. Auch hierzu kann es in der Literatur zu unterschiedlichen Datierungen kommen. Abweichend vom Verzeichnis von Pierre Courtion wurde bei Sammlung, Ort nach Möglichkeit der aktuelle Besitzer angegeben. Bei den Maßangaben sind meist die von den besitzenden Museen angegebenen Größangaben vermerkt. Insbesondere bei Werken aus amerikanischen Museen kann es wegen der Umrechnung von Inch zu Zentimeter in der Literatur zu Rundungsabweichungen kommen. Auf die Angabe des Malgrundes wurde zu Gunsten einer besseren Übersichtlichkeit verzichtet. Die kleinformatigen Bilder sind überwiegend auf Holz gemalt, während Seurat für die großformatigen Bilder Leinwände wählte. Am Tabellenende finden sich Werke, die nicht bei Courtion verzeichnet sind, aber durch andere Literatur als Werke des Künstlers belegt sind.
| Bild  | Titel (deutsch) | Jahr         | Format in cm     | PC 1980 | Sammlung, Ort                                                                  |
| ----- | --- | ------------ | ---------------- | ------- | ------------------------------------------------------------------------------ |
|       | Angélique | um 1878      | 81,4 × 65 cm     | PC 001  | Norton Simon Museum Pasadena (Kalifornien)                                     |
|       | Kopf eines jungen Mädchens                                                                                                  | um 1879      | 27,9 × 23,5 cm   | PC 002  | Dumbarton Oaks Research Library and Collection Washington, D.C.                |
|       | Badende an einem blauen Vorhang                                                                                             | um 1879      | 32 × 22,8 cm     | PC 003  | Privatsammlung                                                                 |
|       | Jupiter und Thetis | um 1880      | 45,7 × 38,1 cm   | PC 004  | Privatsammlung                                                                 |
|       | Vase mit Blumen | um 1879–1881 | 46,3 × 38,5 cm   | PC 005  | Fogg Art Museum Cambridge (Massachusetts)                                      |
|       | Hommage à Pierre Puvis de Chavannes (Der arme Fischer)                                                                      | um 1881–1882 | 17,5 × 26,5 cm   | PC 006  | Musée d’Orsay Paris                                                            |
|       | Landschaft bei Saint-Ouen                                                                                                   | um 1878–1879 | 16,8 × 25,4 cm   | PC 007  | Metropolitan Museum of Art New York City                                       |
|       | Ein Mann an einer Mauer lehnend                                                                                             | um 1881–1882 | 25 × 16,2 cm     | PC 008  | Privatsammlung                                                                 |
|       | Ebene mit Bäumen beim Sonnenuntergang                                                                                       | um 1878–1879 | 15,9 × 25,1 cm   | PC 009  | Bristol Museum & Art Gallery Bristol                                           |
|       | Bäume am Flußufer | um 1881–1882 | 16 × 25 cm       | PC 010  | Privatsammlung                                                                 |
|       | Bäume am Flußufer | um 1881–1882 | 16 × 24 cm       | PC 011  | Privatsammlung                                                                 |
|       | Wald bei Pontaubert | 1881         | 79,1 × 62,5 cm   | PC 012  | Metropolitan Museum of Art New York City                                       |
|       | Männer, die Pfähle aufrichten                                                                                               | um 1882      | 14,5 × 24 cm     | PC 013  | Privatsammlung                                                                 |
|       | Ruines des Tuileries | um 1882      | 15 × 24 cm       | PC 014  | Privatsammlung                                                                 |
|       | Landschaft | um 1882      | 38,1 × 346,3 cm  | PC 015  | Privatsammlung                                                                 |
|       | Felder in Barbizon | um 1882      | 15,9 × 24,1 cm   | PC 016  | Privatsammlung                                                                 |
|       | Herbstlicher Wald in Barbizon                                                                                               | um 1882      | 16 × 25 cm       | PC 017  | Musée d’Art et d’Histoire de Neuchâtel                                         |
|       | Wald in Barbizon | um 1882      | 20,5 × 30,5 cm   | PC 018  | Privatsammlung                                                                 |
|       | Sommer | um 1882      | 32,4 × 39,4 cm   | PC 019  | Privatsammlung                                                                 |
|       | Wald beim Sonnenuntergang                                                                                                   | um 1882      | 15,9 × 24,8 cm   | PC 020  | Privatsammlung                                                                 |
|       | Bäume am Flußufer | um 1882      | 32 × 40 cm       | PC 021  | Dallas Museum of Art Dallas                                                    |
|       | Landschaft mit Pfahl | um 1882      | 38 × 46,1 cm     | PC 022  | Kunstmuseum Basel Basel                                                        |
|       | Haus in Raincy | um 1882      | 24,5 × 17 cm     | PC 023  | Privatsammlung                                                                 |
|       | Im Gras sitzende Bäuerin | 1883         | 38,1 × 46,2 cm   | PC 024  | Solomon R. Guggenheim Museum New York City                                     |
|       | Bauernjunge auf einer Wiese sitzend                                                                                         | um 1882–1883 | 65 × 81 cm       | PC 025  | Kelvingrove Art Gallery and Museum Glasgow                                     |
|       | Bauernjunge in Blau (Le Jockey)                                                                                             | um 1882      | 46 × 38 cm       | PC 026  | Musée d’Orsay Paris                                                            |
|       | Sitzende Gestalt auf einer Wiese in Barbizon                                                                                | um 1882      | 15,5 × 24,8 cm   | PC 027  | Wallraf-Richartz-Museum & Fondation Corboud Köln                               |
|       | Bauern bei der Arbeit | um 1882–1883 | 38,5 × 46,2 cm   | PC 028  | Solomon R. Guggenheim Museum New York City                                     |
|       | Häuser und Garten | um 1882–1883 | 27,6 × 46,3 cm   | PC 029  | Virginia Museum of Fine Arts Richmond (Virginia)                               |
|       | Weiße Häuser in Ville d’Avray                                                                                               | um 1882–1883 | 33 × 46 cm       | PC 030  | Walker Art Gallery Liverpool                                                   |
|       | Landschaft der Île-de-France                                                                                                | um 1882–1883 | 32,5 × 40,7 cm   | PC 031  | Musée des Beaux-Arts de Bordeaux Bordeaux                                      |
|       | Heuschober | um 1882–1883 | 37,5 × 45,7 cm   | PC 032  | Privatsammlung                                                                 |
|       | Steinbrecher | um 1882–1883 | 15,8 × 24,7 cm   | PC 033  | Privatsammlung                                                                 |
|       | Bauer mit Hacke | um 1882–1883 | 15,5 × 24,7 cm   | PC 034  | National Gallery of Art Washington, D.C.                                       |
|       | Steinbrecher | um 1882–1883 | 14,6 × 24,1 cm   | PC 035  | National Gallery of Art Washington, D.C.                                       |
|       | Steinbrecher mit nacktem Oberkörper                                                                                         | um 1882–1883 | 16,7 × 26 cm     | PC 036  | Privatsammlung                                                                 |
|       | Steinbrecher (Rückenansicht)                                                                                                | um 1882–1883 | 16,7 × 26 cm     | PC 037  | Privatsammlung                                                                 |
|       | Steinbrecher | um 1882–1883 | 15,9 × 25,1 cm   | PC 038  | Privatsammlung                                                                 |
|       | Steinbrecher in Le Raincy                                                                                                   | um 1882–1883 | 36 × 45 cm       | PC 039  | Norton Simon Museum Pasadena (Kalifornien)                                     |
|       | Drei Steinbrecher | um 1882–1883 | 17,1 × 25,4 cm   | PC 040  | Privatsammlung                                                                 |
|       | Zwei Steinbrecher | um 1882–1883 | 16,2 × 25,1 cm   | PC 041  | Yale University Art Gallery New Haven (Connecticut)                            |
|       | Bäuerinnen in Montfermeil                                                                                                   | um 1882      | 15,6 × 24,7 cm   | PC 042  | National Gallery of Art Washington, D.C.                                       |
|       | Gärtner | um 1882–1883 | 38,1 × 46,4 cm   | PC 043  | Privatsammlung                                                                 |
|       | Straße | um 1882–1883 | 24,7 × 16,5 cm   | PC 044  | Privatsammlung                                                                 |
|       | Zwei Steinbrecher | um 1883      | 32 × 40 cm       | PC 045  | Privatsammlung                                                                 |
|       | Steinbrecher mit Karren in Le Raincy                                                                                        | um 1882      | 15,6 × 24,8 cm   | PC 046  | Phillips Collection Washington, D.C.                                           |
|       | Gärtner oder Mann mit Korb                                                                                                  | um 1882–1883 | 15,9 × 24,8 cm   | PC 047  | Metropolitan Museum of Art New York City                                       |
|       | Mann mit Hacke | 1882         | 46,3 × 56,1 cm   | PC 048  | Solomon R. Guggenheim Museum New York City                                     |
|       | Bauer bei der Arbeit | um 1883      | 15,8 × 25,4 cm   | PC 049  | Privatsammlung                                                                 |
|       | Schnitter | um 1881–1882 | 16,5 × 25,1 cm   | PC 050  | Metropolitan Museum of Art New York City                                       |
|       | Pferd mit Wagen auf einer Wiese                                                                                             | um 1883      | 16 × 24 cm       | PC 051  | Privatsammlung                                                                 |
|       | Das Gespann | um 1883      | 32,4 × 41 cm     | PC 052  | Privatsammlung                                                                 |
| fehlt | Pferd auf der Wiese an einem Gatter                                                                                         | um 1883      | 16,2 × 25,1 cm   | PC 053  | Privatsammlung                                                                 |
|       | Kuh auf der Weide | um 1883      | 16,1 × 25 cm     | PC 054  | Yale University Art Gallery New Haven (Connecticut)                            |
|       | Kühe auf einer Wiese | um 1883      | 15,5 × 24 cm     | PC 055  | Privatsammlung                                                                 |
|       | Frauen auf einer Wiese | um 1883      | 15,2 × 24,8 cm   | PC 056  | National Gallery of Art Washington, D.C.                                       |
|       | Gestalt auf dem Felde | um 1883      | 16 × 25 cm       | PC 057  | National Gallery of Art Washington, D.C.                                       |
|       | Getreidefeld | um 1883      | 15,5 × 24,8 cm   | PC 058  | Privatsammlung                                                                 |
|       | Fabriken | um 1883      | 16 × 25 cm       | PC 059  | Privatsammlung                                                                 |
|       | Landschaft in der Umgebung von Paris                                                                                        | um 1882–1883 | 15,9 × 24,8 cm   | PC 060  | Privatsammlung                                                                 |
|       | Bäume im Winter | um 1883      | 15,4 × 25 cm     | PC 061  | Musée d’Orsay Paris                                                            |
|       | Bäume im Frühling | um 1883      | 16,5 × 26 cm     | PC 062  | Musée d’Orsay Paris                                                            |
|       | Weinberge | um 1883      | 15,6 × 24,9 cm   | PC 063  | Hiroshima Museum of Art Hiroshima                                              |
|       | Haus mit rotem Dach | um 1883      | 16,2 × 25 cm     | PC 064  | Privatsammlung                                                                 |
|       | Häuser zwischen Bäumen | um 1883      | 16,5 × 25,4 cm   | PC 065  | Kelvingrove Art Gallery and Museum Glasgow                                     |
|       | Gießkanne oder Garten in Le Raincy                                                                                          | um 1883      | 24,4 × 15,5 cm   | PC 066  | National Gallery of Art Washington, D.C.                                       |
|       | Vorort | um 1883      | 32,4 × 40,6 cm   | PC 067  | Musée d’art moderne de Troyes Troyes                                           |
|       | Vorort im Winter | um 1883      | 15,9 × 25 cm     | PC 068  | Privatsammlung                                                                 |
|       | Schnee-Effekt | um 1883      | 16,2 × 25,1 cm   | PC 069  | Privatsammlung                                                                 |
|       | Rue Saint-Vincent im Schnee                                                                                                 | um 1883      | 25 × 15,7 cm     | PC 070  | Privatsammlung                                                                 |
|       | Gestalten auf einer Straße                                                                                                  | um 1883      | 15,6 × 24,7 cm   | PC 071  | Privatsammlung                                                                 |
|       | Mann, der ein Boot bemalt                                                                                                   | um 1883      | 15,8 × 24,7 cm   | PC 072  | Courtauld Institute of Art London                                              |
|       | Mann in einem Boot | um 1883      | 115,2 × 24,1 cm  | PC 073  | Courtauld Institute of Art London                                              |
|       | Fischer | um 1883      | 16,2 × 24,8 cm   | PC 074  | Yale University Art Gallery New Haven (Connecticut)                            |
|       | Fischer in einem verankerten Boot                                                                                           | um 1883      | 16,5 × 24,8 cm   | PC 075  | Courtauld Institute of Art London (Dauerleihgabe einer Privatsammlung)         |
|       | Verankertes Boot | um 1883      | 15 × 24 cm       | PC 076  | Privatsammlung                                                                 |
|       | Seine-Ufer | um 1883      | 15,5 × 24,5 cm   | PC 077  | The Hyde Collection Glens Falls                                                |
|       | Bäume am Seine-Ufer | um 1883      | 15,8 × 24,7 cm   | PC 078  | National Gallery London                                                        |
|       | Häuser am Seine-Ufer | um 1883      | 15,7 × 25,1 cm   | PC 079  | Privatsammlung                                                                 |
|       | Boote bei Asnières | um 1883      | 15 × 24 cm       | PC 080  | Courtauld Institute of Art London                                              |
|       | Fischer bei einer Brücke | um 1882–1883 | 15,9 × 24,8 cm   | PC 081  | Metropolitan Museum of Art New York City                                       |
|       | Fischer am Seine-Ufer | 1883         | 16,2 × 24,8 cm   | PC 082  | Musée d’art moderne de Troyes Troyes                                           |
|       | Badende bei Asnières, Studie Seine-Ufer                                                                                     | um 1883      | 15,9 × 24,8 cm   | PC 083  | Kelvingrove Art Gallery and Museum Glasgow                                     |
|       | Badende bei Asnières, Studie Die Brücke von Courbevoie                                                                      | um 1883      | 16 × 25 cm       | PC 084  | Privatsammlung                                                                 |
|       | Badende bei Asnières, Studie Die Seine bei Asnières oder Die Brücke von Courbevoie                                          | um 1883      | 15,9 × 25,8 cm   | PC 085  | Privatsammlung                                                                 |
|       | Badende bei Asnières, Studie Gestalten, Boote und Pferd bei Asnières                                                        | um 1883      | 15,5 × 25 cm     | PC 086  | National Gallery of Art Washington, D.C.                                       |
|       | Badende bei Asnières, Studie Schimmel und Rappe im Wasser                                                                   | um 1883      | 15,2 × 24,8 cm   | PC 087  | Courtauld Institute of Art London (Dauerleihgabe einer Privatsammlung)         |
|       | Badende bei Asnières, Studie Badende bei Asnières                                                                           | um 1883      | 15,9 × 25,1 cm   | PC 088  | National Gallery of Art Washington, D.C.                                       |
|       | Badende bei Asnières, Studie Regenbogen in Asnières                                                                         | 1883         | 15,5 × 24,5 cm   | PC 089  | National Gallery London                                                        |
|       | Badende bei Asnières, Studie Sitzender Mann am Seine-Ufer                                                                   | um 1883      | 15,7 × 24,9 cm   | PC 090  | Cleveland Museum of Art Cleveland                                              |
|       | Badende bei Asnières, Studie Fünf männliche Gestalten                                                                       | 1883–1884    | 15,8 × 24,7 cm   | PC 091  | National Gallery London                                                        |
|       | Badende bei Asnières, Studie Kleidungsstücke am Seine-Ufer                                                                  | um 1883      | 16,2 × 24,8 cm   | PC 092  | National Gallery (Dauerleihgabe der Tate Gallery) London                       |
|       | Badende bei Asnières, Studie Kleidungsstücke und Hut am Seine-Ufer                                                          | 1883         | 17,5 × 26,3 cm   | PC 093  | National Gallery of Art Washington, D.C.                                       |
|       | Badende bei Asnières, Studie Junge nit Pferd bei Asnières                                                                   | um 1883      | 15,9 × 25 cm     | PC 094  | Scottish National Gallery Edinburgh                                            |
|       | Badende bei Asnières, Studie Gestalt am Seine-Ufer und Badende                                                              | um 1883      | 15,5 × 25 cm     | PC 095  | Musée d’Orsay Paris                                                            |
|       | Badende bei Asnières, Studie Am Strand der Seine sitzender Badender                                                         | 1883         | 17,5 × 26,4 cm   | PC 096  | Nelson-Atkins Museum of Art Kansas City (Missouri)                             |
|       | Badende bei Asnières, Studie Gestalten am Seine-Ufer und Badende                                                            | um 1883      | 15,8 × 25,1 cm   | PC 097  | Art Institute of Chicago Chicago                                               |
|       | Badende bei Asnières | 1884         | 201 × 300 cm     | PC 098  | National Gallery London                                                        |
|       | Der Maler Aman-Jean als Pierrot                                                                                             | um 1884      | 25,4 × 16,5 cm   | PC 099  | Privatsammlung                                                                 |
|       | Pierrot mit Pfeife (Aman-Jean)                                                                                              | um 1884      | 32 × 24 cm       | PC 100  | Privatsammlung                                                                 |
|       | Seinelandschaft bei Tournelle oder Die Seine bei Courbevoie                                                                 | um 1883/1884 | 15,5 × 245,5 cm  | PC 101  | Van Gogh Museum Amsterdam                                                      |
|       | Landschaft in Rosa | um 1879      | 16,5 × 25,5 cm   | PC 102  | Musée d’Orsay Paris                                                            |
|       | Seine-Ufer | um 1884      | 15,8 × 24,5 cm   | PC 103  | Privatsammlung                                                                 |
|       | Fischer | um 1884      | 16,2 × 25 cm     | PC 104  | Privatsammlung                                                                 |
|       | Hausecke oder Rosa Mauer zwischen Grün                                                                                      | um 1884      | 24,1 × 14,6 cm   | PC 105  | Privatsammlung                                                                 |
|       | Rue Saint-Vincent am Montmartre im Frühling                                                                                 | um 1884      | 24,7 × 15,5 cm   | PC 106  | Fitzwilliam Museum Cambridge                                                   |
|       | Die Brücke bei Bineau | um 1884      | 14,5 × 24 cm     | PC 107  | Nationalmuseum Stockholm                                                       |
|       | Ein Sonntagnachmittag auf der Insel La Grande Jatte, Studie Seine-Ansicht an der Ile de la Grand Jatte im Frühling          | um 1884–1885 | 15,5 × 25,1 cm   | PC 108  | Privatsammlung                                                                 |
|       | Ein Sonntagnachmittag auf der Insel La Grande Jatte, Studie Gestalt und Bäume am Seine-Ufer                                 | um 1884–1885 | 15,2 × 24,8 cm   | PC 109  | Privatsammlung                                                                 |
|       | Ein Sonntagnachmittag auf der Insel La Grande Jatte, Studie Gestalten am Seine-Ufer und Segelboot                           | um 1884–1885 | 15,8 × 24,8 cm   | PC 110  | National Gallery of Art Washington, D.C.                                       |
|       | Ein Sonntagnachmittag auf der Insel La Grande Jatte, Studie Gestalten am Seine-Ufer und im Boot                             | um 1884–1885 | 16,5 × 24,4 cm   | PC 111  | Privatsammlung                                                                 |
|       | Ein Sonntagnachmittag auf der Insel La Grande Jatte, Studie Frauen am Seine-Ufer und Mann im Boot                           | um 1884–1885 | 15,5 × 25 cm     | PC 112  | Privatsammlung                                                                 |
|       | Ein Sonntagnachmittag auf der Insel La Grande Jatte, Studie Zwei Frauen am Seine-Ufer                                       | um 1884–1885 | 16,2 × 22,5 cm   | PC 113  | Privatsammlung                                                                 |
|       | Ein Sonntagnachmittag auf der Insel La Grande Jatte, Studie Sitzende Gestalt am Seine-Ufer                                  | um 1884–1885 | 16 × 24 cm       | PC 114  | Privatsammlung                                                                 |
|       | Ein Sonntagnachmittag auf der Insel La Grande Jatte, Studie Gestalten auf der Grande Jatte                                  | 1884         | 15,6 × 24,1 cm   | PC 115  | Metropolitan Museum of Art New York City                                       |
|       | Ein Sonntagnachmittag auf der Insel La Grande Jatte, Studie Gestalten am Seine-Ufer                                         | um 1884–1885 | 16 × 25 cm       | PC 116  | National Gallery London                                                        |
|       | Ein Sonntagnachmittag auf der Insel La Grande Jatte, Studie Sitzende männliche und liegende weibliche Gestalt am Seine-Ufer | um 1884      | 15,5 × 25 cm     | PC 117  | Musée d’Orsay Paris                                                            |
|       | Ein Sonntagnachmittag auf der Insel La Grande Jatte, Studie Frau im rosa Rock und andere Gestalten                          | um 1884–1885 | 15,6 × 24,4 cm   | PC 118  | Privatsammlung                                                                 |
|       | Ein Sonntagnachmittag auf der Insel La Grande Jatte, Studie Gestalten und Mädchen in Weiß                                   | um 1884–1885 | 15,4 × 24,8 cm   | PC 119  | Barnes Foundation Philadelphia                                                 |
|       | Ein Sonntagnachmittag auf der Insel La Grande Jatte, Studie Sitzende Gestalten und Frau mit großem Hut                      | um 1884–1886 | 16 × 25 cm       | PC 120  | Musée d’Orsay Paris                                                            |
|       | Ein Sonntagnachmittag auf der Insel La Grande Jatte, Studie Sitzende Gestalten und weißer Hund                              | um 1884–1885 | 15,5 × 25 cm     | PC 121  | Privatsammlung                                                                 |
|       | Ein Sonntagnachmittag auf der Insel La Grande Jatte, Studie Drei sitzende Gestalten im Profil                               | um 1884–1885 | 15,8 × 25,1 cm   | PC 122  | Privatsammlung                                                                 |
|       | Ein Sonntagnachmittag auf der Insel La Grande Jatte, Studie Fischer                                                         | um 1884–1885 | 24,1 × 15,2 cm   | PC 123  | Courtauld Institute of Art London (Dauerleihgabe einer Privatsammlung)         |
|       | Ein Sonntagnachmittag auf der Insel La Grande Jatte, Studie Mann und Frau beim Angeln                                       | um 1884–1885 | 16 × 24 cm       | PC 124  | Privatsammlung                                                                 |
|       | Ein Sonntagnachmittag auf der Insel La Grande Jatte, Studie Frau beim Fischen                                               | um 1884–1885 | 15,8 × 25,2 cm   | PC 125  | Privatsammlung                                                                 |
|       | Ein Sonntagnachmittag auf der Insel La Grande Jatte, Studie Im Vordergrund sitzende Frau                                    | um 1884–1885 | 15,6 × 25 cm     | PC 126  | Privatsammlung                                                                 |
|       | Ein Sonntagnachmittag auf der Insel La Grande Jatte, Studie Gesamtansicht mit stehendem Mann im Vordergrund                 | um 1884–1885 | 17,5 × 26 cm     | PC 127  | National Gallery London                                                        |
|       | Ein Sonntagnachmittag auf der Insel La Grande Jatte, Studie Gesamtansicht mit Personengruppen                               | 1884         | 15,5 × 24,3 cm   | PC 128  | Art Institute of Chicago Chicago                                               |
|       | Ein Sonntagnachmittag auf der Insel La Grande Jatte, Studie Gesamtansicht mit Personengruppen                               | um 1884–1885 | 15,6 × 25,2 cm   | PC 129  | Stiftung Sammlung E. G. Bührle Zürich                                          |
|       | Ein Sonntagnachmittag auf der Insel La Grande Jatte, Studie Blick auf die Grande Jatte                                      | 1884         | 65 × 81,5 cm     | PC 130  | Minnesota Marine Art Museum Winona (Minnesota)                                 |
|       | Ein Sonntagnachmittag auf der Insel La Grande Jatte, Studie Im Vordergrund sitzende Gestalt                                 | um 1884–1885 | 15,4 × 24,9 cm   | PC 131  | Fogg Art Museum Cambridge (Massachusetts)                                      |
|       | Ein Sonntagnachmittag auf der Insel La Grande Jatte, Studie Im Vordergrund sitzende Frau und Boot                           | um 1884–1885 | 15,6 × 24,8 cm   | PC 132  | Buffalo AKG Art Museum Buffalo                                                 |
|       | Ein Sonntagnachmittag auf der Insel La Grande Jatte, Studie Student der Akademie von Saint-Cyr                              | um 1884–1885 | 15,9 × 24,8 cm   | PC 133  | Privatsammlung                                                                 |
|       | Ein Sonntagnachmittag auf der Insel La Grande Jatte, Studie Nähende Frau                                                    | um 1884–1885 | 15,5 × 25,1 cm   | PC 134  | Privatsammlung                                                                 |
|       | Ein Sonntagnachmittag auf der Insel La Grande Jatte, Studie Personengruppen und zwei Frauen mit Schirmen                    | um 1884–1885 | 15,9 × 24,8 cm   | PC 135  | Privatsammlung                                                                 |
|       | Ein Sonntagnachmittag auf der Insel La Grande Jatte, Studie Personengruppen                                                 | um 1884–1885 | 16 × 25 cm       | PC 136  | Privatsammlung                                                                 |
|       | Ein Sonntagnachmittag auf der Insel La Grande Jatte, Studie Frau mit Schirm                                                 | um 1884–1885 | 25,1 × 15,5 cm   | PC 137  | Privatsammlung                                                                 |
|       | Ein Sonntagnachmittag auf der Insel La Grande Jatte, Studie Frau mit Sonnenschirm (Spaziergang mit Affe)                    | 1884         | 24,8 × 15,9 cm   | PC 138  | Smith College Museum of Art Northampton (Massachusetts)                        |
|       | Ein Sonntagnachmittag auf der Insel La Grande Jatte, Studie Prominierendes Paar                                             | um 1884–1885 | 24,8 × 15,9 cm   | PC 139  | Privatsammlung                                                                 |
|       | Ein Sonntagnachmittag auf der Insel La Grande Jatte, Studie Promenierendes Paar                                             | um 1884–1885 | 81,5 × 65,2 cm   | PC 140  | Fitzwilliam Museum (Dauerleihgabe des King’s College (Cambridge)) Cambridge    |
|       | Letzte Studie zu Ein Sonntagnachmittag auf der Insel La Grande Jatte                                                        | 1884         | 70,5 × 104,1 cm  | PC 141  | Metropolitan Museum of Art New York City                                       |
|       | Ein Sonntagnachmittag auf der Insel La Grande Jatte                                                                         | um 1884–1886 | 207,5 × 308,1 cm | PC 142  | Art Institute of Chicago Chicago                                               |
|       | Landschaft | um 1885      | 16 × 24 cm       | PC 143  | Palais des Beaux-Arts de Lille, Lille (Dauerleihgabe des Musée d’Orsay, Paris) |
|       | Der Nachmittagskaffee (Drei auf einer Wiese sitzende Kinder)                                                                | 1885         | 16,2 × 24,7 cm   | PC 144  | Dixon Gallery and Gardens Memphis (Tennessee)                                  |
|       | Ebene mit Häusern bei Saint-Denis                                                                                           | um 1884–1885 | 65,3 × 81,3 cm   | PC 145  | Scottish National Gallery Edinburgh                                            |
|       | Strand bei Grandcamp | 1885         | 16 × 25 cm       | PC 146  | Privatsammlung                                                                 |
|       | Sonnenuntergang bei Grandcamp                                                                                               | 1885         | 16 × 25 cm       | PC 147  | Privatsammlung                                                                 |
|       | Felsen bei Grandcamp | 1885         | 16 × 25 cm       | PC 148  | Privatsammlung                                                                 |
|       | Zwei Segelboote bei Grandcamp                                                                                               | um 1885      | 15,8 × 25 cm     | PC 149  | Barnes Foundation Philadelphia                                                 |
|       | Vier Boote bei Grandcamp | um 1885      | 16 × 25 cm       | PC 150  | Barnes Foundation Philadelphia                                                 |
|       | Mühlen-Ruine in Grandcamp                                                                                                   | 1885         | 15,7 × 25 cm     | PC 151  | Musée d’Orsay Paris                                                            |
|       | Boote bei Grandcamp | 1885         | 15,5 × 25 cm     | PC 152  | Privatsammlung                                                                 |
|       | Drei Boote und ein Seemann bei Grandcamp                                                                                    | 1885         | 15,9 × 25,3 cm   | PC 153  | Privatsammlung                                                                 |
|       | Boote bei Ebbe in Grandcamp                                                                                                 | 1885         | 16 × 25 cm       | PC 154  | Privatsammlung                                                                 |
|       | Boote bei Ebbe in Grandcamp                                                                                                 | 1885         | 66 × 82 cm       | PC 155  | Pola Museum of Art Hakone                                                      |
|       | Fort-Samson, Grandcamp | 1885         | 15,2 × 24,7 cm   | PC 156  | Privatsammlung                                                                 |
|       | Fort-Samson, Grandcamp | 1885         | 65 × 81,5 cm     | PC 157  | Eremitage Sankt Petersburg                                                     |
|       | Le Bec du Hoc, Grandcamp | 1885         | 16,2 × 25,2 cm   | PC 158  | National Gallery of Australia Canberra                                         |
|       | Le Bec du Hoc, Grandcamp | 1885         | 64,8 × 81,6 cm   | PC 159  | National Gallery (Dauerleihgabe der Tate Gallery) London                       |
|       | Die Reede von Grandcamp | 1885         | 65 × 81,2 cm     | PC 160  | Privatsammlung                                                                 |
|       | Grandcamp am Abend | 1885         | 66,2 × 82,4 cm   | PC 161  | Museum of Modern Art New York City                                             |
|       | Morgenspaziergang (Die Seine bei Courbevoie)                                                                                | um 1885      | 27,8 × 16,2 cm   | PC 162  | Privatsammlung                                                                 |
|       | Weibliche Gestalt am Seine-Ufer bei Courbevoie                                                                              | 1885         | 24,9 × 15,7 cm   | PC 163  | National Gallery London                                                        |
|       | Strand bei Honfleur | 1886         | 16 × 25 cm       | PC 164  | Privatsammlung                                                                 |
|       | Hafenbecken von Honfleur | 1886         | 79,5 × 63 cm     | PC 165  | Kröller-Müller Museum Otterlo                                                  |
|       | Die Maria in Honfleur | 1886         | 53 × 63,5 cm     | PC 166  | Nationalgalerie Prag Prag                                                      |
|       | Seinemündung bei Honfleur am Abend                                                                                          | 1886         | 15,2 × 24,8 cm   | PC 167  | Privatsammlung                                                                 |
|       | Seinemündung bei Honfleur am Abend                                                                                          | 1886         | 78,3 × 94 cm     | PC 168  | Museum of Modern Art New York City                                             |
|       | Der Strand von Basbutin bei Honfleur                                                                                        | 1886         | 17,1 × 26 cm     | PC 169  | Baltimore Museum of Art Baltimore                                              |
|       | Der Strand von Basbutin bei Honfleur                                                                                        | 1886         | 67 × 78 cm       | PC 170  | Musée des Beaux-Arts Tournai                                                   |
|       | Das Ende der Mole in Honfleur                                                                                               | 1886         | 46 × 55 cm       | PC 171  | Kröller-Müller Museum Otterlo                                                  |
|       | Der Hafeneingang von Honfleur                                                                                               | 1886         | 54,3 × 65,1 cm   | PC 172  | Barnes Foundation Philadelphia                                                 |
|       | Hospiz und Leuchtturm in Honfleur                                                                                           | 1886         | 15,8 × 25 cm     | PC 173  | Privatsammlung                                                                 |
|       | Hospiz und Leuchtturm in Honfleur                                                                                           | 1886         | 65 × 81,5 cm     | PC 174  | National Gallery of Art Washington, D.C.                                       |
|       | Ein Paddelboot durch Bäume gesehen                                                                                          | um 1887      | 15,6 × 25 cm     | PC 175  | Private Collection                                                             |
|       | Die Seine und Insel Grand Jatte im Frühling                                                                                 | 1888         | 15,7 × 25 cm     | PC 176  | National Gallery London                                                        |
|       | Die Seine und Insel Grand Jatte im Frühling                                                                                 | 1888         | 65 × 82 cm       | PC 177  | Königliche Museen der Schönen Künste Brüssel                                   |
|       | Grande Jatte bei bedecktem Himmel                                                                                           | um 1886–1888 | 70,5 × 86,4 cm   | PC 178  | Metropolitan Museum of Art New York City                                       |
|       | Brücke von Courbevoie | 1886–1887    | 46,4 × 55,3 cm   | PC 179  | Courtauld Institute of Art London                                              |
|       | Les Poseuses, Studie Stehendes Modell, Vorderansicht                                                                        | 1887         | 25 × 15,7 cm     | PC 180  | Musée d’Orsay Paris                                                            |
|       | Les Poseuses, Studie Stehendes Modell, Vorderansicht                                                                        | 1887/1890    | 25 × 15,8 cm     | PC 181  | Musée d’Orsay Paris                                                            |
|       | Les Poseuses, Studie Sitzendes Modell, Profilansicht                                                                        | 1887         | 24,7 × 15,5 cm   | PC 182  | Musée d’Orsay Paris                                                            |
|       | Les Poseuses, Studie Modell, von hinten                                                                                     | 1887         | 24,3 × 15,3 cm   | PC 183  | Musée d’Orsay Paris                                                            |
|       | Les Poseuses, Studie Zwei sitzende und ein stehendes Modell                                                                 | 1887         | 16,2 × 22,2 cm   | PC 184  | Privatsammlung                                                                 |
|       | Les Poseuses | 1886–1888    | 200 × 249,9 cm   | PC 185  | Barnes Foundation Philadelphia                                                 |
|       | Les Poseuses (kleine Fassung)                                                                                               | 1888         | 39,4 × 48,7 cm   | PC 186  | Privatsammlung                                                                 |
|       | Studie zu Die Zirkusparade                                                                                                  | 1887         | 16,5 × 26 cm     | PC 187  | Stiftung Sammlung E. G. Bührle Zürich                                          |
|       | Die Zirkusparade | um 1887–1888 | 99,7 × 149,9 cm  | PC 188  | Metropolitan Museum of Art New York City                                       |
|       | Port-en-Bessin, Brücke und Kais                                                                                             | 1888         | 64,9 × 82,4 cm   | PC 189  | Minneapolis Institute of Art Minneapolis                                       |
|       | Felsen bei Port-en-Bessin                                                                                                   | 1888         | 64,9 × 82,4 cm   | PC 190  | National Gallery of Art Washington, D.C.                                       |
|       | Port-en-Bessin, Hafen bei Ebbe                                                                                              | 1888         | 54,3 × 66,7 cm   | PC 191  | Saint Louis Art Museum St. Louis                                               |
|       | Ansicht von Port-en-Bessin, sonntags                                                                                        | 1888         | 66 × 82 cm       | PC 192  | Kröller-Müller Museum Otterlo                                                  |
|       | Port-en-Bessin, Hafeneinfahrt                                                                                               | 1888         | 54,93 × 65,1 cm  | PC 193  | Museum of Modern Art New York City                                             |
|       | Port-en-Bessin, Hafeneinfahrt bei Hochwasser                                                                                | um 1888      | 66 × 82 cm       | PC 194  | Musée d’Orsay Paris                                                            |
|       | Ansicht von Le Crotoy, stromaufwärts oder Le Crotoy von Süden gesehen                                                       | 1889         | 70,5 × 86,7 cm   | PC 195  | Detroit Institute of Arts Detroit                                              |
|       | Ansicht von Le Crotoy, stromabwärts oder Le Crotoy von Norden gesehen                                                       | 1889         | 70,5 × 86,4 cm   | PC 196  | Privatsammlung                                                                 |
|       | Der Eiffelturm | um 1889      | 24,1 × 15,2 cm   | PC 197  | Fine Arts Museums of San Francisco San Francisco                               |
|       | Frau mit Puderquaste vor einem Spiegel                                                                                      | 1889         | 24,8 × 16 cm     | PC 198  | Museum of Fine Arts, Houston Houston                                           |
|       | Frau mit Puderquaste vor einem Spiegel                                                                                      | um 1888–1890 | 95,5 × 79,5 cm   | PC 199  | Courtauld Institute of Art London                                              |
|       | Studie für Le Chahut | 1890         | 21,8 × 15,8 cm   | PC 200  | Courtauld Institute of Art London                                              |
|       | Abschließende Studie für Le Chahut                                                                                          | 1889         | 55,3 × 47 cm     | PC 201  | Buffalo AKG Art Museum Buffalo                                                 |
|       | Le Chahut | um 1889–1890 | 169,1 × 141 cm   | PC 202  | Kröller-Müller Museum Otterlo                                                  |
|       | L’homme à femmes | 1890         | 25 × 16 cm       | PC 203  | Barnes Foundation Philadelphia                                                 |
|       | Vertäute Boote und Bäume in Gravelines                                                                                      | 1890         | 16 × 25,5 cm     | PC 204  | Philadelphia Museum of Art Philadelphia                                        |
|       | Vertäute Boote und Bäume in Gravelines                                                                                      | 1890         | 15,9 × 25,1 cm   | PC 205  | Privatsammlung                                                                 |
|       | Strand bei Gravelins | 1890         | 15,9 × 25,1 cm   | PC 206  | National Gallery of Art Washington, D.C.                                       |
|       | Strand und Boot bei Gravelines                                                                                              | 1890         | 16 × 25,5 cm     | PC 207  | Courtauld Institute of Art London                                              |
|       | Gravelines, Petit Fort Philippe, Studie                                                                                     | 1890         | 15,9 × 25 cm     | PC 208  | Nelson-Atkins Museum of Art Kansas City (Missouri)                             |
|       | Gravelines, Petit Fort Philippe                                                                                             | 1890         | 73 × 92 cm       | PC 209  | Indianapolis Museum of Art Indianapolis                                        |
|       | Gravelines, Grand Fort Philippe                                                                                             | 1890         | 65 × 81 cm       | PC 210  | National Gallery London                                                        |
|       | Die Fahrrinne von Gravelines, Blick zum Meer                                                                                | 1890         | 73 × 92,7 cm     | PC 211  | Kröller-Müller Museum Otterlo                                                  |
|       | Die Fahrrinne von Gravelines am Abend                                                                                       | 1890         | 16 × 25 cm       | PC 212  | Musée de l’Annonciade Saint-Tropez                                             |
|       | Die Fahrrinne von Gravelines (abends)                                                                                       | 1890         | 65,4 × 81,9 cm   | PC 213  | Museum of Modern Art New York City                                             |
|       | Der Zirkus | um 1891      | 55,2 × 46,2 cm   | PC 214  | Musée d’Orsay Paris                                                            |
|       | Der Zirkus | um 1891      | 186 × 152 cm     | PC 215  | Musée d’Orsay Paris                                                            |
|       | Waldweg, Barbizon | um 1883      | 16,3 × 25,5 cm   | PC ohne | Musée d’Orsay Paris                                                            |
|       | Heuschober | um 1882      | 15,9 × 24,7 cm   | PC ohne | National Gallery of Art Washington, D.C.                                       |
|       | Figurenstudie zu La Grande Jatte                                                                                            | 1884–1885    | 15,2 × 24,1 cm   | PC ohne | National Gallery of Art Washington, D.C.                                       |
|       | Bauer mit Hacke | um 1882      | 14,6 × 24,1 cm   | PC ohne | National Gallery of Art Washington, D.C.                                       |
|       | Bauer bei der Arbeit | um 1882–1883 | 16 × 25 cm       | PC ohne | Privatsammlung                                                                 |
|       | Der Gärtner | um 1882      | 15,7 × 24,7 cm   | PC ohne | Kunsthaus Zürich Zürich                                                        |
|       | Landschaft mit Pferd | um 1882–1883 | 16 × 25 cm       | PC ohne | Privatsammlung                                                                 |